# Arcozelo (Barcelos)
Arcozelo ist eine Gemeinde (Freguesia) im nordportugiesischen Kreis Barcelos. In ihr leben 12.824 Einwohner (Stand 19. April 2021).